# 宇宙鉄人キョーダイン (曲)
「宇宙鉄人キョーダイン」（うちゅうてつじんキョーダイン）は、ささきいさお、ならびにこおろぎ'73・堀江美都子・コロムビアゆりかご会のシングル楽曲。1976年4月10日に日本コロムビアから発売された。型番はSCS-288。

## 概要
表題曲「宇宙鉄人キョーダイン」は、テレビドラマ（特撮番組）『宇宙鉄人キョーダイン』のオープニングテーマとして使用された。カップリングには、同じくささきいさおが歌う同作エンディングテーマ「キョーダインとは俺たちだ」と、堀江美都子が歌う挿入歌「くだものやさいへんちくりん」が収録されている。

## 収録曲
（全作曲・編曲：菊池俊輔）
1. 宇宙鉄人キョーダイン
歌：ささきいさお、こおろぎ'73
作詞：石森章太郎
2. キョーダインとは俺たちだ
歌：ささきいさお、こおろぎ'73
作詞：八手三郎
3. くだものやさいへんちくりん
歌：堀江美都子、こおろぎ'73、コロムビアゆりかご会
作詞：石森章太郎

## カヴァー
下のほか、スーパーヒーロー魂などのイベントでも他の歌手が（もしくは、ささきいさおや堀江美都子が他の歌手とともに）「宇宙鉄人キョーダイン」や「くだものやさいへんちくりん」などの楽曲を歌っている。
『最新盤!よい子のテレビ主題歌集 ちびっこ歌手 全員集合!全曲カラオケつき』（SKM(H)-2276～SKM(H)-2277、1976年発売）
池田鴻、キング男声合唱団 - キングレコードによる「宇宙鉄人キョーダイン」を収録。
『勝利だ!アクマイザー3 テレビ人気主題歌集』（JBX-90、1976年8月発売）
桜井健一 - ビクターレコード（ビクターエンタテインメント）による「宇宙鉄人キョーダイン」を収録。
『よいこのテレビヒットソング全曲集』（15AG-109、1976年発売）
塩見大治郎 - CBS・ソニー（ソニー・ミュージックレコーズ）による「宇宙鉄人キョーダイン」を収録。
『アニメタル・マラソンII 特撮編』（SRCL-4200～SRCL-4201、1998年2月21日発売）
アニメタル - ソニーレコード（ソニー・ミュージックレコーズ）による「宇宙鉄人キョーダイン」を収録。
『TVアニメ『らき☆すた』エンディングテーマ集 〜ある日のカラオケボックス〜』（LACA-5658、2007年7月11日発売）
泉こなた（平野綾） - ランティスによる「宇宙鉄人キョーダイン」を収録。